# 战国 (电影)
《战国》是一部中国古装历史电影，由导演金琛执导。该片以战国时期庞涓与孙膑两位名将之间的争斗为历史背景，包含了爱情、计谋、战争、背叛等电影元素。本片大部份是基於田忌賽馬、圍魏救趙、馬陵道之戰等史實進行改編。
2010年3月14日该片在北京举行开机发布会，其后在焦作影视城周王宫广场开机。据制片方透露，该片投资巨大，仅建筑和布景便花去2000万元。2010年6月27日，该片完成了在焦作的拍摄任务，在此期间，共启用了3万余人次群众演员并搭建了大量外景。9月2日，该片正式杀青。《战国》原定于2011年4月15日在中国大陆上映，后为与在北美地区上映时间保持一致而提前至12日。

## 剧情
战国时期（距今兩千多年前），諸侯割據（七雄争霸）。齐将田忌之女田夕率兵与魏军交战，原胜券在握，不料慘遭半路杀出的流民孙膑以匪夷所思（天狗食月、魚目混珠…等）的计谋擊败，士兵伤亡惨重。田夕满怀悲愤下智擒孙膑，原思欲弒其为齐国将士復仇，谁知求贤若渴的齐王却下令赦免闯下大祸的孙膑。諸侯齊聚之河洛大会上，孙膑為復仇（門主愛駒被毒弒），亲自上阵帮齐国（實為門主）赛马，奇才初露之时，偶遇昔日同门师兄庞涓。其已成为魏国大将军的庞涓以三座城池（歸還齊國邊城）为代价，将孙膑交换至魏国。孙膑对师兄一片赤诚，原以为可以从此团聚相守，谁知他身怀绝世的兵法却埋下祸根。庞涓、庞妃、魏王为其针锋相对、剑拔弩张，几大诸侯国也是虎视眈眈。悬疑重重的权势角力之中，一场旷古未有的残酷战争一触即发。而在这一切的背后，一个更可怕的惊天奇谋刚刚露出冰山一角……

## 演员表
- 吴镇宇（香港）——庞涓（兵法大師鬼谷子之弟子→魏國大將軍）
- 孙红雷——孙膑（兵法大師鬼谷子之關門弟子→流民→田氏門客→齊國國師）
- 景　甜——田夕（田忌之女→門主→齊國君夫人）
- 金喜善（韓國）——庞妃（庞涓之妹→魏國君夫人）
- 中井贵一（日本）——齐威王
- 姜　武——田忌——齊國大將軍
- 郭德纲——周烈王
- 冯恩鹤——魏惠王
- 黄海冰——赵成侯
- 徐　娇——狗子－齊、魏兩國境之平民
- 廖京生——鲁共公
- 方子哥——韩共侯
- 李子雄（香港）——齐国宣政吏
- 雷恪生——齐国上大夫

## 职员表
- 导　演：金琛
- 制作人：孙杰
- 出品人：路征
- 总制片：路征
- 监　制：高秀兰、郭寿宝、王建军
- 策　划：张晗、樊崇钧、宗珊、金义京、赵珊珊、王奇之、李尧
- 编　剧：申捷
- 摄影指导：金炯求（韩国）
- 音乐指导：神思者（日本）